# Jean Joseph Louis Autesserre
Jean Joseph Louis Autesserre ou Autessere, né le 26 juillet 1757 à Nîmes (Gard), mort le 15 août 1819 à Agde (Hérault), est un militaire français de la Révolution et de l’Empire.

## États de service
Il entre en service le 14 septembre 1773, comme soldat au régiment de Bourgogne-infanterie, il passe dans les grenadiers le 20 avril 1776, et il est congédié par ancienneté le 14 septembre 1781. 
Le 8 septembre 1791, il est volontaire dans la 1re compagnie du 1er bataillon de volontaire de la Marne, et il est nommé capitaine le jour même. Le 15 septembre 1792, il quitte ce corps pour entrer avec le grade de lieutenant-colonel dans le 3e bataillon franc du Nord, jour de la formation de ce bataillon. Il est promu adjudant-général chef de bataillon le 7 juin 1793, et adjudant-général chef de brigade le 5 mars 1794, par les représentants du peuple près l’armée des Pyrénées orientales. 
Il fait les campagnes de 1792 et 1793, à l’armée du Nord, celles des ans II et III à l’armée des Pyrénées orientales, et reçoit cinq blessures, dont une le prive de l’œil droit. Il passe à la place d’Agde et au fort de Brescou en qualité d’adjudant-capitaine le 1er septembre 1795, et il est mis au traitement de réforme le 16 septembre 1796.
Il est rappelé à l’activité le 21 juillet 1799, et mis à la disposition du général commandant la 8e division militaire, il devient président du conseil de guerre de la division le 3 août 1799. Le 25 mars 1800, il est autorisé à se rendre à Dijon, au quartier général de l’armée de réserve de l’armée d’Italie, et il fait la campagne jusqu’au 24 décembre 1800, date de sa mise de nouveau au traitement de réforme. 
Le 30 mars 1801, il est nommé, sur sa réclamation, commandant en second de la succursale des Invalides de Louvain, et il est fait chevalier de la Légion d’honneur le 14 juin 1804. Il conserve son poste jusqu’au 31 mai 1813, et le 8 août suivant, il passe au commandement d’armes du fort de Lourdes dans la 10e division militaire. Il est mis en non activité le 16 novembre 1814, et il est admis à la retraite avec le grade de colonel le 24 décembre suivant. 
Il meurt le 15 août 1819, à Agde. 

## Sources
- A. Lievyns, Jean Maurice Verdot, Pierre Bégat, Fastes de la Légion-d'honneur, biographie de tous les décorés accompagnée de l'histoire législative et réglementaire de l'ordre, Tome 4, Bureau de l’administration, 1844, 640 p. (lire en ligne), p. 483.
- Danielle Quintin et Bernard Quintin, Dictionnaires des colonels de Napoléon, S.P.M., 2013, 978 p. (ISBN 978-2-296-53887-0, lire en ligne), p. 56
- Commandant G. Dumont, Bataillons de volontaires nationaux, (cadres et historiques), Paris, Lavauzelle, 1914, p. 186.
- Jean Sarramon, Napoléon et les Pyrénées : Les chasseurs des montagnes et la couverture de la frontière 1808-1814, Editions Le Lézard, 1992, p. 249.
- Jules Delhaize, La domination française en Belgique à la fin du XVIIIe et au commencement du XIXe siècle ... : L'empire. Première partie : de 1804 à 1812, J. Lebègue & cie, 1911, p. 85.
- « Cote LH/78/53 », base Léonore, ministère français de la Culture